# Intouchables
Intouchables (llamada Intocable en España y Amigos intocables en Hispanoamérica) es una película francesa de 2011, dirigida por Olivier Nakache y Éric Toledano.
En tan solo nueve semanas después de su estreno en los cines de Francia, el 2 de noviembre de 2011, se convirtió en la segunda película francesa más exitosa de todos los tiempos en número de espectadores (19 millones), detrás de la película Bienvenidos al Norte de 2008 (20.449.079 de entradas vendidas) y en el tercer éxito más grande de todos los tiempos de la taquilla francesa. 
La historia está inspirada en la vida del conde Philippe Pozzo di Borgo, autor del libro Le Second souffle de Bayard Éditions,  tetrapléjico desde 1993 (por un accidente de parapente) y su relación con Abdel Yasmin Sellou, inmigrante con antecedentes penales que entró a su servicio como asistente a domicilio, quien es autor del libro autobiográfico Una amistad improbable, editado en España por Salamandra.
Pozzo di Borgo, crecido en un palacete  de la rue de l'Université de París y directivo del champán Pommery hasta 1993, vive actualmente entre su país y Marruecos.
Sellou es un próspero comerciante que vive entre Argelia y Francia, y es padre de dos hijos y una hija.
Los personajes en la cinta están interpretados por François Cluzet y Omar Sy, respectivamente. Esta película, que contiene drama y comedia, se ha convertido en un fenómeno cultural en Francia, donde fue votada como el evento cultural del año 2011 por el 52% de los franceses. El filme volvió a popularizar en su país la clásica canción disco Boogie Wonderland, de Earth, Wind & Fire.

## Sinopsis
La película narra la relación entre dos personajes totalmente opuestos y procedentes de entornos diferentes. Uno, Driss, un joven de origen senegalés, vive en un barrio obrero de París, con antecedentes penales, vitalista, descarado, divertido e irreflexivo; el otro, Phillippe, un rico y tetrapléjico ya mayor, culto y muy poco espontáneo, que necesita un ayudante personal. Driss acude a la entrevista esperando ser rechazado y con la sola pretensión de poder sellar sus papeles para cobrar el seguro de desempleo. Sin embargo, y para su sorpresa, es contratado, pese a su descaro y a no tener ninguna formación profesional. Los motivos de Phillippe, harto de lidiar con cuidadores que sentían piedad de él, fue el ver que no le tenía compasión alguna y el reto de conseguir que el rebelde joven fuera capaz de realizar un trabajo y adaptarse a unos estrictos horarios y rutinas responsablemente. 
Poco a poco, la relación entre empleado y empleador se va convirtiendo en la amistad de dos personas que se ayudan mutuamente a enfrentar y superar las dificultades de sus respectivos mundos.

## Reparto

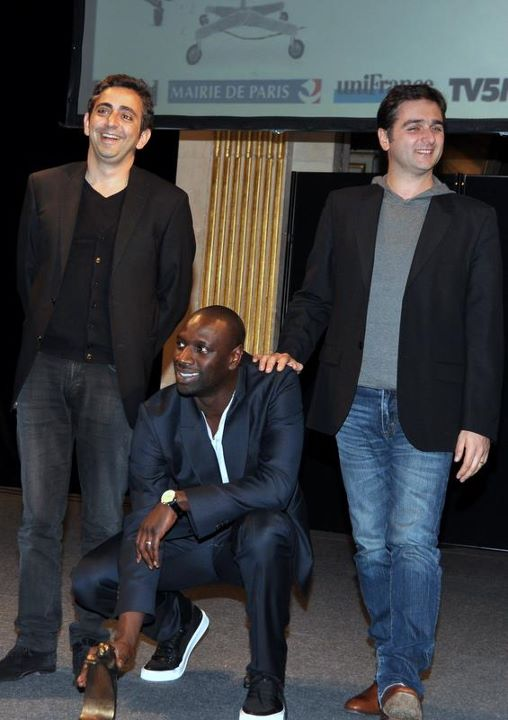
Los directores Olivier Nakache y Éric Toledano junto al actor Omar Sy en el Festival de Cine Lumière de 2012.

- François Cluzet (Doblaje al español del Perú   Omar Toledo) como Philippe.
- Omar Sy (Doblaje al español del Perú  Jesús Villanueva) como Bakary "Driss" Bassari.
- Audrey Fleurot (Doblaje al español del Perú  Fernanda Ornelas) como Magalie.
- Anne Le Ny (Doblaje al español del Perú  Karen Aguilar) como Yvonne.
- Clotilde Mollet (Doblaje al español del Perú  Rebeca Aponte) como Marcelle.
- Alba Gaïa Bellugi como Elisa.
- Joséphine de Meaux como Nathalie Lecomte.
- Cyril Mendy como Adama.
- Christian Ameri como Albert.
- Grégoire Oestermann como Antoine.
- Marie-Laure Descoureaux como Chantal.
- Absa Dialou Toure como Mina.
- Salimata Kamate como Fatou.
- Émilie Caen como Galerista.
- Thomas Soliveres como Bastien.
- Dorothy Briere Meritte como Eleonore.
- Caroline Bourg como Fred.
- Kevin Wamo como Ami Driss.
- Elliot Latil como Lyceen.

## Premios y nominaciones
La película ha obtenido, entre otros, los siguientes premios y nominaciones:
- Premio Goya a la mejor película europea de 2012.

- Premio César al mejor actor de 2012 para Omar Sy.

- Tokyo Sakura Grand Prix a la mejor película de 2011.

- 57.ª edición de los Premios Sant Jordi: Rosa de Sant Jordi a la mejor película extranjera.[2]

- Asociación de Críticos de Chicago: nominada a mejor película extranjera de 2012.

## Banda sonora
1. Ludovico Einaudi – "Fly" (3:20)
2. Earth, Wind & Fire – "September" (3:33)
3. Omar Sy, François Cluzet & Audrey Fleurot – "Des références..." (1:08)
4. Ludovico Einaudi – "Writing Poems" (4:09)
5. George Benson – "The Ghetto" (4:57)
6. Omar Sy & François Cluzet – "L'arbre qui chante" (1:01)
7. Terry Callier – "You're Goin' Miss Your Candyman" (7:18)
8. François Cluzet & Omar Sy – "Blind Test" (2:21)
9. Earth, Wind & Fire with The Emotions – "Boogie Wonderland" (4:45)
10. Ludovico Einaudi – "L'origine nascosta" (3:12)
11. Nina Simone – "Feeling Good" (2:53)
12. Ludovico Einaudi – "Cache-cache" (3:51)
13. Angelicum De Milan – "Vivaldi: Concerto pour 2 violons & Orchestra" (3:21)
14. Ludovico Einaudi – "Una mattina" (6:41)
15. Vib Gyor – "Red Lights" (4:29)

## Localizaciones
Fue rodado en el Hôtel d'Avaray.